# Conte di Sunderland

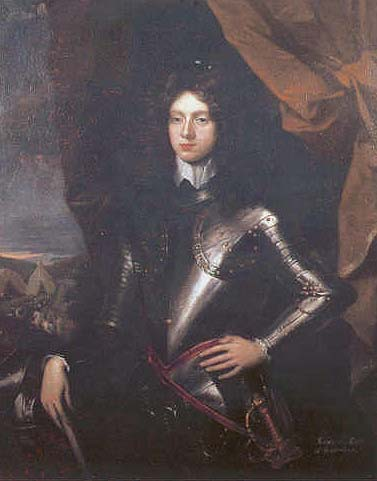
Ritratto di Henry Spencer, primo conte di Sunderland in un ritratto di anonimo.

Conte di Sunderland è un titolo ereditario della nobiltà britannica nella parìa inglese (pari d'Inghilterra). Il titolo fu creato due volte. È stato utilizzato anche il titolo barone Spencer. Nel 1733, il quinto conte succedette nel titolo di duca di Marlborough; il titolo di conte di Sunderland venne utilizzato esclusivamente ancora come titolo di cortesia per l'erede al ducato di Marlborough.

## Lista dei conti

### Prima creazione
- Emanuel Scrope, I conte di Sunderland (m.1630)

### Barone Spencer
- Robert Spencer, I barone Spencer di Wormleighton (1570-1627)
- William Spencer, II barone Spencer di Wormleighton (1592-1636)
- Henry Spencer, III barone Spencer di Wormleighton (1620-1643)

### Seconda creazione
- Henry Spencer, I conte di Sunderland (1620-1643)
- Robert Spencer, II conte di Sunderland (1640-1702)
- Charles Spencer, III conte di Sunderland (1675-1722)
- Robert Spencer, IV conte di Sunderland (1701-1729)
- Charles Spencer, V conte di Sunderland (1706-1758)